# Jugoslovansko kraljevo vojno letalstvo
Jugoslovansko kraljevo vojno letalstvo, uradno (srbsko in hrvaško: Jugoslovensko kraljevsko ratno vazduhoplovstvo, v cirilici: Југословенско краљевско ратно ваздухопловство), s kratico: (JKRV), tudi »Ratno zrakoplovstvo Kraljevine Jugoslavije« je nastalo leta 1918 v času Kraljevine SHS, od leta 1929 Kraljevine Jugoslavije. Obstojalo je do kapitulacije kraljevine Jugoslavije leta 1941 po Aprilski vojni.
Približno 18 letal in nekaj sto članov letalskih posadk je med napadom na Jugoslavijo aprila 1941 prebegnilo najprej v Grčijo, nato pa v zavezniška letalska oporišča v Egiptu, kasneje pa so leteli v okviru Kraljevega vojnega letalstva (RAF) v severni Afriki in zatem pod balkanskimi zračnimi silami (Balkan Air Force) v akcijah nad Italijo in Jugoslavijo. Nekateri letalci so se pridružili Vojnemu letalstvu Sovjetske zveze in se leta 1944 vrnili v Jugoslavijo.

### Letala JKVL do aprila 1941
|                                    | Letalo                      | Število | Tip                             | Poreklo                |
| ---------------------------------- | --------------------------- | ------- | ------------------------------- | ---------------------- |
| Југословенски Месершмит БФ-109 E-3 | Messerschmitt Bf 109E-3     | 73      | lovec                           | Tretji rajh            |
|                                    | Hawker Hurricane Mk.I       | 44      | lovec                           | Združeno kraljestvo    |
|                                    | Hawker Fury Mk II           | 30      | lovec                           | Združeno kraljestvo    |
|                                    | Avia BH-33                  | 5       | šolsko letalo                   | Češkoslovaška          |
|                                    | Ikarus IK-2                 | 8       | lovec                           | Kraljevina Jugoslavija |
|                                    | Rogožarski IK-3             | 6       | lovec                           | Kraljevina Jugoslavija |
|                                    | Potez 630                   | 2       | lovec                           | Francija               |
|                                    | Dornier Do-17K              | 70      | bombnik                         | Tretji reich           |
|                                    | Bristol Blenheim Mk.I       | 47      | bombnik                         | Združeno kraljestvo    |
|                                    | Bristol Blenheim Mk.I       | 11      | izvidnik                        | Združeno Kraljestvo    |
|                                    | Savoia Marchetti SM-79      | 40      | bombnik                         | Kraljevina Italija     |
|                                    | Caproni CA.310 bis          | 12      | večnamensko, šolsko letalo      | Kraljevina Italija     |
|                                    | Messerschmitt Bf 108 Taifun | 13      | večnamensko, šolsko letalo      | Tretji rajh            |
|                                    | Breguet 19                  | 120     | izvidnik, večnamensko           | Francija               |
|                                    | Potez 25                    | 120     | izvidnik, večnamensko           | Francija               |
|                                    | Fieseler Fi 156 Storch      | 10      | večnamensko                     | Tretji rajh            |
|                                    | Bücker Bü 131 Jungmann      | 60      | šolsko letalo                   | Tretji rajh            |
|                                    | Rogožarski SIM-X            | 21      | šolsko letalo                   | Kraljevina Jugoslavija |
|                                    | Rogožarski PVT              | 64      | šolsko letalo                   | Kraljevina Jugoslavija |
|                                    | Rogožarski R-100            | 26      | šolsko letalo                   | Kraljevina Jugoslavija |
|                                    | Zmaj Fizir FN               | 20      | šolsko letalo                   | Kraljevina Jugoslavija |
|                                    | Zmaj Fizir FP.2             | 23      | večnamensko, šolsko letalo      | Kraljevina Jugoslavija |
|                                    | Avia-Fokker AF.39           | 2       | večnamensko, transportno letalo | Češkoslovaška          |